# I-43 (sous-marin)
Le I-43 (イ-43) est un sous-marin japonais de type B Mod.1 ((乙型改一（伊四十型, Otsu-gata Kai-1）ayant servi durant la Seconde Guerre mondiale dans la Marine impériale japonaise. 
Pendant la Seconde Guerre mondiale, il a été coulé durant sa première patrouille de guerre en mars 1944.

## Construction
Construit par l'Arsenal naval de Sasebo au Japon, le I-43 a été mis sur cale le 27 avril 1942 sous le nom de Sous-marin No. 373. Le 25 septembre 1942, il est renommé I-43 et provisoirement rattaché au district naval de Yokosuka. Il a été lancé le 25 octobre 1942 et le 25 octobre 1943 rattaché au district naval de Yokosuka. Il a été achevé et mis en service le 5 novembre 1943 et assigné dans le 11e escadron de sous-marins, le lieutenant commandant Endo Shinobu prenant son commandement.

## Description
Le I-43, pesant près de 2 624 tonnes en surface, était capable de plonger à 100 m, puis de se déplacer à une vitesse maximale de 8 nœuds, avec une autonomie de 96 milles nautiques à une vitesse réduite de 3 nœuds. En surface, sa portée était de 14 000 milles nautiques, développant une vitesse maximale de 23,6 nœuds. Il transportait un hydravion de reconnaissance biplace Yokosuka E14Y (connu des Alliés sous le nom de Glen), stocké dans un hangar hydrodynamique à la base de la tour de navigation (kiosque).

## Histoire de service
Une fois mis en service, le I-43 a été affecté au 11e escadron de sous-marins. Après avoir terminé ses essais en mer, son canon de pont de 140 millimètres (5,5 pouces) a été retiré de son pont arrière et remplacé par des accessoires qui lui permettaient de transporter une péniche de débarquement de 46 pieds (14 m) de classe Daihatsu étanche à l'eau derrière sa tour de contrôle. Le 15 novembre 1943, il fut réaffecté à la 11e division de sous-marins de la 6e Flotte avec les sous-marins I-42, I-45, I-52, I-183, I-184, Ro-40, Ro-41, Ro-43, Ro-113, Ro-114 et Ro-115. Il fut transféré de Sasebo à Yokosuka en décembre 1943 et de Yokosuka à Kure en janvier 1944.
Le 9 février 1944, le I-43 quitta Kure pour effectuer une mission spéciale au cours de laquelle il devait transporter du personnel des Forces navales spéciales de débarquement (FNSD), (海軍特別陸戦隊 44Kaigun Tokubetsu Rikusentai44) de Saipan, dans les îles Mariannes, à Truk, dans le cadre d'un renforcement des forces pour une contre-attaque japonaise prévue sur les îles Green. En mer, il fut réaffecté à la 15e division de sous-marins de la 6e Flotte le 11 février 1944. Il arriva à Saipan le 13 février 1944 et y embarqua 59 membres des FNSD. Le 14 février 1944, il reçut l'ordre de la 6e Flotte de se rendre à Truk, et prit la mer ce jour-là avec une date d'arrivée à Truk estimée au 16 février 1944.
Le 15 février 1944, le I-43 se trouvait à 280 milles nautiques (520 km) à l'est-sud-est de Guam lorsque le sous-marin de l'United States Navy (marine américaine) USS Aspro, opérait sous l'eau dans la zone en soutien de la prochaine opération Hailstone, un important programme américain. A 11h06, le commandant du Asproa a vu le I-43 se diriger vers le sud-sud-est en surface, zigzaguant et atteignant 17 nœuds (31 km/h) sur un cap de 155 degrés. Il l'a identifié comme un sous-marin de classe I-9 et a noté le numéro "443" - probablement le caractère japonais pour "I" suivi de "43" - et un drapeau hinomaru (日の丸の旗, hi no maru no hata, «drapeau au disque solaire») peint sur sa tour de contrôle, ainsi qu'une grande structure à l'arrière de sa tour de contrôle - apparemment son Daihatsu étanche - qu'il pensait être un sous-marin de poche.
N'étant pas en position pour une attaque sous-marine, le Aspro a laissé passer le I-43, a fait surface à 12h07 et a commencé une longue manœuvre assistée par radar, connue des sous-mariniers américains sous le nom de "end-around" ("fin de parcours"), pour se mettre en position de tir favorable devant le I-43. Enfin, ce soir-là, devant le I-43, le Aspro a tiré quatre torpilles Mark XIV-3A sur lui à une distance de 1 900 m à 22h23. À 22h24, deux d'entre elles ont touché le I-43, qui a explosé et coulé par l'arrière à la position géographique de 10° 23′ N, 150° 23′ E. L'équipage du Aspro a entendu plusieurs autres explosions après le naufrage du I-43, la dernière à 22h27.
Le 8 avril 1944, la marine impériale japonaise a déclaré que le I-43 était présumé perdu dans les environs de Truk avec la perte des 166 hommes à bord.